# Morana rebellis
Espèce
Morana rebellis est une espèce de coléoptères de la famille des Staphylinidae et de la sous-famille des Pselaphinae.

## Répartition et habitat
Cette espèce est décrite de Sumatra, en Indonésie.